# Смертельное влечение (мюзикл)
«Смертельное влечение: Мюзикл» (англ. Heathers: The Musical) — рок-мюзикл, основанный на культовом фильме 1988 года «Смертельное влечение». Музыку и слова к песням написали Лоуренс О'Киф и Кевин Мёрфи. В мюзикле рассказывается о проблемах суицида среди подростков, убийств, издевательств и насилия.

## Сюжет
Первый акт
1 сентября 1989 года, выпускной класс старшей школы. Вероника Сойер идёт в школу и знакомит зрителей с одноклассниками (Beautiful) — её лучшей подругой Мартой, футболистами и задирами Куртом и Рэмом, а главное — Хезер: тремя девушками-тёзками, которые управляют всей школой. «Хезер МакНамара, капитан чирлидеров: её отец очень богат, продаёт обручальные кольца. Хезер Дьюк, ответственная за выпускной альбом: незаметная личность, зато мама оплатила ей операцию по увеличению груди. И Хезер Чендлер, Всемогущая — она «легендарная сука». Урок уже начался, но три Хезер отсиживаются в туалете, где Дьюк тошнит из-за булимии. Их находит школьный психолог, мисс Флеминг, и почти наказывает за прогул, но в последний момент появляется Вероника с подделанным освобождением от урока на всех четверых. Мисс Флеминг уходит. Чендлер интересуется, кто спас их от наказания. Вероника представляется и просит сесть с ними вместе в столовой один раз, чтобы её перестали травить, но Чендлер предлагает сделать её «прекрасной», если она будет и дальше подделывать для них документы и оценки. Вероника соглашается. Её заставляют написать записку-приглашение на вечеринку в доме у Чендлер для Марты, якобы от имени Рема, в которого та влюблена. Вероника не хочет подставлять подругу, но три Хезер объясняют ей цену преображения (Candy Store), и она всё-таки соглашается. Спустя некоторое время Вероника влюбляется в нового парня из её класса, который из-за неё подрался с Куртом и Рэмом (Fight for Me). После этого четыре девушки играют в крокет дома у Вероники, где Чендлер высмеивает её влюбленность, дом и родителей. Когда три Хезер уходят, отец и мать Вероники признаются ей, что им не нравятся новые друзья дочери и что они предпочли бы, чтобы она снова подружилась с Мартой. Перед вечеринкой на выходных Хезер отправляет Веронику в супермаркет 7-Eleven, где девушка встречает того самого новенького — он представляется как Джейсон «Джей-Ди» Дин. Джей-Ди рассказывает Веронике свою историю, упоминая, что его мать мертва, а отцу нет до него дела (Freeze Your Brain).
Одновременно с этим на вечеринку собираются Рэм и Курт — их отцы подкалывают их точно так же, как они сами издеваются над одноклассниками. Когда родители уходят, начинается вечеринка, на которой все отрываются «по-взрослому»: пьют алкоголь, курят марихуану и развратничают (Big Fun). Рэм пристаёт к Хезер Дьюк, но Вероника отвлекает его, говоря, что какой-то девятиклассник перелез через ограду дома. Парень забывает о Дьюк и уходит искать наглеца, но Дьюк в ответ на заботу посылает Веронику куда подальше. В какой-то момент на вечеринку приходит Марта. Над ней жестоко шутят, но Вероника прекращает издевательства, из-за чего Чендлер кричит на неё. Веронике становится плохо, её тошнит прямо на туфли Хезер. Это была последняя капля: Чендлер угрожает, что в понедельник она уничтожит репутацию девушки. Вероника убегает и, слоняясь по городу, думает, как ей провести «последние тридцать часов жизни». В итоге она решает, что ей нечего терять, прибегает домой к Джей-Ди, влезает в его комнату через окно и предлагает ему заняться сексом (Dead Girl Walking), на что он, естественно, соглашается. Ночью ей снится кошмар: Чендлер высмеивает её за то, что она отдала девственность какому-то парню в плаще, и обещает, что совсем скоро уничтожит её. Проснувшись дома у своего нового парня, девушка впопыхах собирается, говоря, что собирается извиниться перед Чендлер. Джей-Ди идёт вместе с ней к дому Хезер Чендлер. Вероника делает отвратительный утренний коктейль, куда она и Джейсон плюют. Парень предлагает альтернативное решение — наливает в такой же стакан средство для удаления ржавчины. Вероника отказывается от этой идеи, но в итоге по ошибке берет стакан с ядом. В комнате Хезер девушке приходится унижаться, чтобы та выпила коктейль. Выпив напиток, Чендлер умирает. У Вероники истерика, но её успокаивает Джей-Ди и предлагает ей подделать почерк умершей и написать записку, выставляющей её смерть как самоубийство. Девушка нехотя соглашается. В поддельном письме Хезер якобы изливает душу, говоря, что ей надоело притворяться жизнерадостной, что её тяготит жизнь самой популярной девушки в школе и что «никто не думает, что у красивой девушки есть чувства» (The Me Inside of Me). Оставив предсмертную записку, пара убегает. В итоге благодаря этому посланию популярность Чендлер в школе вырастает до космических масштабов. Все только о ней и говорят, вспоминая лишь хорошее. Вероника же снова дома у Джей-Ди и впервые встречает его отца. Тот пугает её своим маниакальным пристрастием к разрушению.
Позже Хэзер Макнамара приглашает Веронику на свидание с Куртом и Рэмом. На свидании абсолютно пьяные парни пытаются уговорить Сойер на интим (Blue), но она избавляется от них. На следующий день Хезер Дьюк говорит, что теперь она главная в школе, и распускает слух, что парни занимались с Вероникой групповым сексом, подрывая репутацию девушки. Джей-Ди пытается защитить её. После они признаются друг другу в своих чувствах и придумывают план мести. Вероника звонит Рэму и Курту, извиняется за то, что сбежала от них, и предлагает им воплотить их фантазии в реальность, чтобы загладить вину. Джей-Ди показывает ей пистолет с пулями Ich lüge (на немецком — «Я лгу»), которыми пользовались на войне, чтобы инсценировать самоубийство, и предлагает застрелить ими парней. Также они берут с собой предметы, которые намекают на их гомосексуальность: журналы для геев, конфеты, бутылку минералки (в Огайо принято считать, что если мужчина не пьёт пиво, то он гей) и предсмертную записку. Они планируют застрелить парней фальшивыми пулями, чтобы уничтожить их репутацию, а затем разбудить во время их же собственных похорон. Утром на кладбище Вероника встречается с парнями и просит их раздеться. На вопрос, почему не раздевается она, девушка отвечает, что хотела, чтобы они сорвали с неё одежду. Когда они остались без одежды, все трое считают до трёх. На «три» выходит Джей-Ди и стреляет в Рэма. Вероника же пуляет в Курта, но промахивается. Джейсон догоняет парня и убивает его. Девушка понимает, что пули были обычные, и впадает в истерику. Джей-Ди успокаивает её (Our Love is God). Инсценировка срабатывает: полиция считает, что парни стыдились своей ориентации и поэтому покончили с собой. Их смерть делает их такими же популярными, как Чендлер. На похоронах отцы парней говорят о том, что любят своих сыновей, несмотря на ориентацию (My Dead Gay Son). Джей-Ди предлагает Веронике убить и Хезер Дьюк, считая, что от убийств есть польза. Вероника отказывается и просит его прекратить насилие и жить обычной жизнью (Seventeen). Джейсон соглашается, и они мирятся. Через некоторое время Марта высказывает Веронике предположение, что Рэма и Курта на самом деле убили, так как они не могут быть геями, ведь она получила от Рэма любовную записку. Также она считает, что именно Джей-Ди причастен к их смерти. Защищая своего парня, Вероника говорит, что любовную записку подделала она сама, и смеется над Мартой. Та, расстроенная, уходит.
Психолог мисс Флеминг призывает учащихся раскрыть свои страхи, желая таким образом прекратить самоубийства учеников (Shine a Light). Она просит Хезер Макнамару рассказать всем, что её тревожит. Нехотя девушка жалуется, что из-за давления общества ей очень тяжело и что она чувствует себя словно в спасательной шлюпке, которая вот-вот утонет (Lifeboat). Дьюк и другие ученики высмеивают её за слабость. Хезер убегает, а Вероника вдруг произносит: «Хезер Чендлер, Курта и Рэма убила я». Ей не верят, считая, что девушка просто пытается добиться популярности и внимания. Макнамара собирается отравиться таблетками, а Дьюк и остальные её подстрекают (Shine a Light (Reprise)). Вероника отговаривает её от самоубийства, после чего они становятся настоящими подругами. Джей-Ди хвалит Веронику, говоря, что спрятать правду на глазах у всех — это её лучшая идея. Поссорившись и вновь помирившись, они целуются. В этот момент приходит отец Джей-Ди и своим поведением снова пугает Веронику и раздражает парня. Пара вновь ссорится, и девушка говорит, что они расстаются. Джейсон сильно расстраивается.
Тайно встретившись с Хезер Дьюк, он шантажирует её детской фотографией, на которой она запечатлена с Мартой Даннсток, которая в детстве была её подругой. Это фото угрожает репутации нового лидера школы, и Джейсон обещает отдать ей фото, если она соберёт подписи учеников. Сама же Марта скорбит по Рэму и вспоминает, как сильно они дружили в детском саду. Она бросается с моста, но выживает (Kindergarten Boyfriend). Тем не менее все считают, что её попытка самоубийства продиктована желанием повторять за популярными Чендлер, Куртом и Рэмом, из-за чего травля только усиливается. Об этом Веронике сообщает Хезер Дьюк, когда приходит к ней и Макнамаре за подписями (Yo Girl). Вероника идёт в больницу к Марте и извиняется перед ней, пока призраки Чендлер, Рэма и Курта смеются над ней, считая её «настоящей Хезер». Когда девушка возвращается домой, родители расспрашивают ее, где она была. Они уверены, что она собирается покончить с собой, так как Джей-Ди принёс им дневник девушки, где он, подделав почерк Вероники, написал суицидальные записки, и рассказал о её «депрессии». Вероника убегает в свою комнату и запирается. В этот момент к ней через окно пробирается Джей-Ди (Meant to Be Yours). Испугавшись, она прячется в чулане. Парень говорит, что собирается взорвать школу, так как считает, что именно её одноклассники не дают им быть вместе, и приглашает её присоединиться. Не получив ответа, он выбивает дверь и видит, что Вероника повесилась. Оплакивая её смерть, он говорит, что не справится сам, но закончит начатое, и убегает. В комнату заходит мама девушки и кричит при виде трупа дочери. Вероника, подстроившая свою смерть, «оживает» и успокаивает мать. Решив спасти учеников и усмирить бывшего парня, она направляется в школу. Она пытается убедить Джей-Ди не убивать людей, но он не слушает её. Начинается драка, в результате которой Вероника ранит его из огнестрельного оружия (Dead Girl Walking (Reprise)). Тем не менее Джей-Ди уже успел установить бомбу в бойлерной, которая должна активировать взрывчатку в зале и уничтожить всё здание, прикончив всех, кто находится в школе. Вероника берёт бомбу и уносит её на стадион, где она готова взорваться вместе с бомбой. Ее догоняет всё ещё живой Джейсон и забирает бомбу. Он говорит, что всё ещё любит её. Попрощавшись, Джей-Ди умирает (I Am Damaged). Ученики выходят на звук взрыва, но не видят ничего кроме дыма и Вероники. Макнамара волнуется о состоянии девушки, а Дьюк говорит, что та выглядит так, словно только что из ада вылезла. Язвительно ответив, Вероника целует Хезер Дьюк в щёку, отбирает у неё бант Чендлер и произносит, что в этой школе появилась новая власть. После она предлагает Марте (на инвалидной коляске) и Хезер вместе повеселиться и посмотреть фильм, так как её только что «бросил» парень. Всё заканчивается песней (Seventeen (Reprise)).

## Музыкальные номера
| Первый акт - «Beautiful» — Вероника, Хэзер Чендлер, Хэзер Макнамара, Хэзер Дюк, Курт, Рэм, Марта, Миссис Флеминг, Ученики - «Candy Store» — Х. Чендлер, Х. Макнамара, Х. Дюк - «Fight for Me» — Вероника, Ученики - «Candy Store Playoff» † — Х. Чендлер, Х. Макнамара, Х. Дюк - «Freeze Your Brain» — J.D. - «Big Fun» — Рэм, Курт, Вероника, Х. Чендлер, Х. Макнамара, Х. Дюк, Ансамбль - «Dead Girl Walking» — Вероника, J.D. - «Veronica's Chandler Nightmare» † — Х. Чендлер, Ансамбль - «The Me Inside of Me» — Х. Чендлер, Вероника, J.D., Полицейские, Ансамбль - «Blue» †† — Рэм, Курт, Хэзер Макнамара, Хэзер Дюк - «Blue» (реприза) † — Рэм, Курт, Хэзер Макнамара, Хэзер Дюк, Ученики - «Blue Playoff» † — Ученики - «Our Love is God» — J.D., Вероника, Курт, Рэм | Второй акт - «Prom or Hell» † — Вероника - «My Dead Gay Son» — Отец Курта, Отец Рэма, Присутствующие на похоронах - «Seventeen» — Вероника, J.D. - «Shine a Light» — Миссис Флеминг, Ансамбль - «Lifeboat» — Х. Макнамара - «Shine a Light» (реприза) — Х. Дюк, Ансамбль - «Hey Yo, Westerburg» † — Х. Макнамара. Ученики - «Kindergarten Boyfriend» — Марта - «Yo Girl» — Х. Чендлер, Курт, Рэм, Вероника - «Meant to Be Yours» — J.D., Ученики - «Dead Girl Walking» (реприза) — Вероника, J.D., Ученики - «I Am Damaged» — J.D., Вероника - «Seventeen» (реприза) — Вероника, Марта, Х. Макнамара, Ансамбль |

† Не включены в альбом

†† Начиная с 2018 года песня «Blue» будет заменена песней «You're Welcome», первоначально написанной О'Кифом и Мерфи для версии Старшей Школы. Причина заключается в том, что Вероника должна выражать в этой ситуации страх, а не досаду. Новая песня для Хэзер Дюк, «Never Shut Up Again», будет добавлена в постановке в Лондоне.

## Критика
Мюзикл был в основном положительно принят критиками. Постановка достаточно последовательно передаёт сюжет фильма, хотя присутствуют и оригинальные вставки. Музыка и хореография также были высоко оценены.
В то же время мюзикл подвергся критике за длительность, а также за то, что персонажи не всегда соответствуют своим прообразам из кино.